# 林頓鎮區 (印地安納州維哥縣)
林頓鎮區（英語：Linton Township）是位於美國印地安納州維哥縣的一個行政鎮區。

## 地方資料
根據2010年美國人口普查的數據，林頓鎮區的面積為91.80平方千米，當中陸地面積為90.60平方千米，而水域面積為1.20平方千米。當地共有人口1323人，而人口密度為每平方千米14.41人。